# Arie de Froe

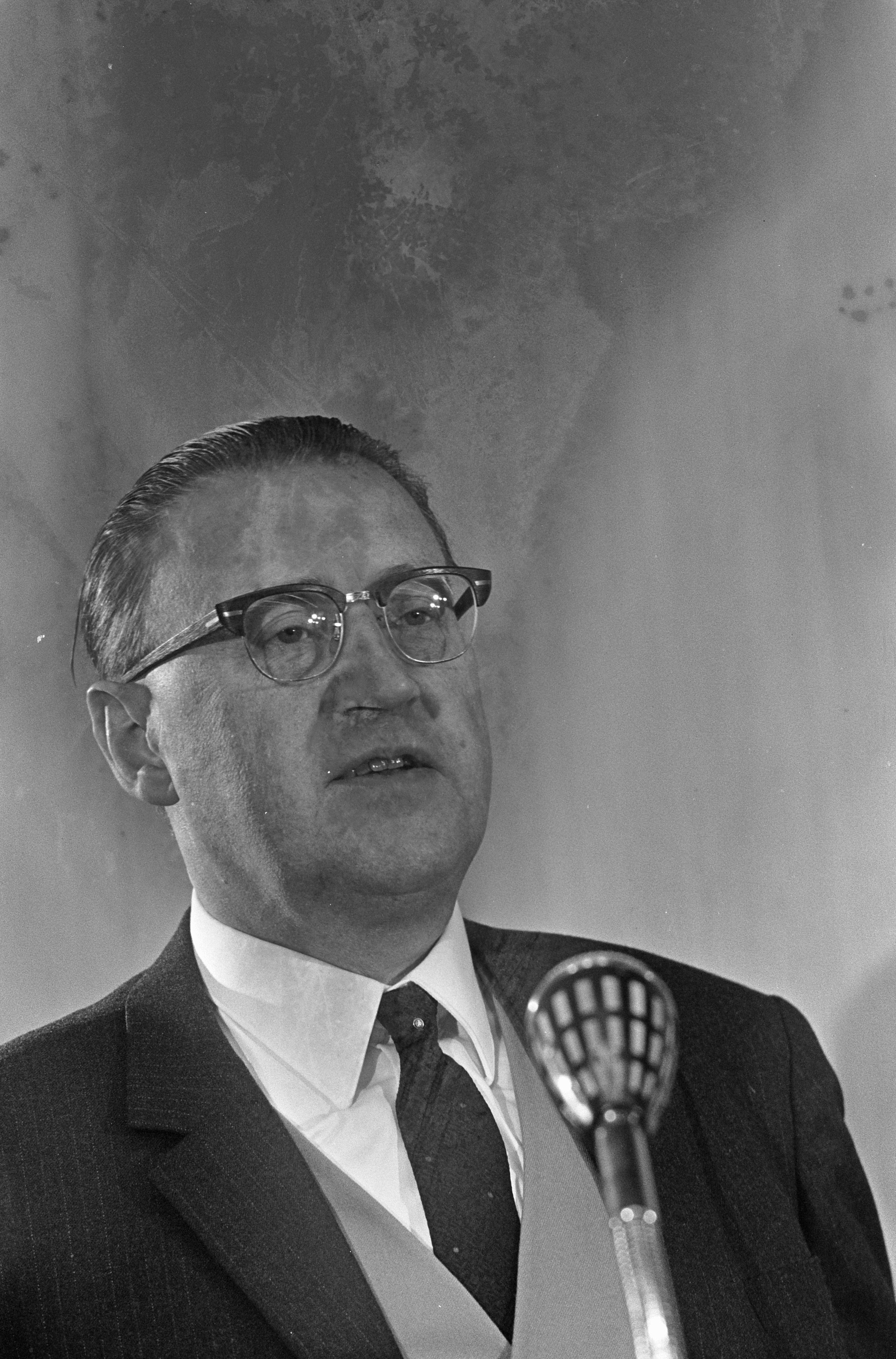
Arie de Froe in 1966.

Arie de Froe (Arnhem, 7 januari 1907 - Amsterdam, 30 oktober 1992) was een Nederlandse hoogleraar, huisarts, fysisch antropoloog, en wijsgeer. Hij werd onder andere bekend door pogingen om Nederlandse Joden te behoeden voor deportatie door de nazi's tijdens de Tweede Wereldoorlog.

## Carrière
In 1934 deed De Froe artsexamen; vier jaar later promoveerde hij. Van 1951-1954 was hij hoogleraar in de anatomie en embryologie aan de universiteit van Bagdad. Later werd hij hoogleraar antropobiologie en menselijke erfelijkheidsleer aan de Universiteit van Amsterdam. Van 1972-1976 was hij rector magnificus van deze universiteit. Ook was hij tussen 1961 en 1982 werkzaam als redacteur van het literaire tijdschrift De Gids. Een aantal van zijn filosofische essays werd gebundeld onder de titel Het waarmerk van de mens (1988).
In 1987 werd De Froe onderscheiden in de Orde van de Nederlandse Leeuw.

## De Joden in Nederland
Tijdens de Duitse bezetting (1940-1945) probeerde De Froe enkele honderden Sefardische Joden te behoeden voor deportatie door de nazi's. Op grond van de nationaalsocialistische rassenleer moesten Joden een ster dragen, werden zij op talloze plaatsen uit het publieke leven geweerd en uiteindelijk gedeporteerd.
Begin jaren dertig van de twintigste eeuw had hoogleraar C.U. Ariëns Kappers schedelmetingen uitgevoerd, waarmee Ariëns Kappers tot de conclusie kwam dat Sefardische Joden (oorspronkelijk afkomstig uit Zuid-Europa) op een aantal kenmerken afweken van Asjkenazische Joden (oorspronkelijk afkomstig uit Oost-Europa). De Froe gebruikte de methode van Ariëns Kappers om - in opdracht in van een aantal Portugees-Israëlitische Joden - aan te tonen dat zij geen Jood zouden zijn. Daarmee wilden zij voorkomen dat zij gedeporteerd zouden worden. De Froe bracht in 1943 het rapport 'De Joden in Nederland ' uit. Het is gevuld met cijfers en grafieken uit zijn onderzoek naar neuslengten, neusdiepten, schedelbreedten en andere 'raskenmerken' en bevat foto's van fotograaf Jaap d'Oliveira (onder vermelding van een andere naam, keramist Bert Nienhuis). Hoewel vermomd als antisemitische handleiding, was het eigenlijk een document waarmee de auteur Portugese Joden uitsloot van het Joodse ras.
Voor zijn rapport deed De Froe schedelmetingen bij 375 Amsterdamse Sefardische Joden. Deze mensen gebruikten het rapport om in beroep te gaan tegen hun "veroordeling" tot Jood: de aktie Portugesia (1941-1944). De Amsterdamse advocaten Nino Kotting en Jaap van Proosdij en de Haagse advocaat Martien Nijgh dienden hierop bezwaarschriften tegen vervolging in. De Duitse ambtenaar die over de beroepen besloot, Hans Calmeyer, was bereid het rapport van De Froe te onderschrijven, maar de Duitse bezetters en NSB'ers waren wantrouwend. Het rapport werd in Berlijn niet geaccepteerd. De Joden die op de lijst in het rapport stonden werden op 1 februari 1944 alsnog weggehaald.

## Erkenning
De Froe werd in 2006 postuum geëerd met de Yad Vashem-onderscheiding. Hij werd door het Holocaustmuseum in Jeruzalem tot Rechtvaardige onder de Volkeren verklaard. Deze eretitel wordt alleen verleend aan mensen die in de Tweede Wereldoorlog met gevaar voor eigen leven Joden hebben gered.
In 2012 werd bij de KNAW een symposium georganiseerd ter ere van zijn werk. In 2015 verscheen de bundel "Ontjoodst door de wetenschap. De wetenschappelijke en menselijke integriteit van Arie de Froe".

## Joods Museum
Het Joods Museum in Amsterdam bezit enkele documenten van de hand van De Froe. Verschillende daarvan hebben betrekking op 'Portugese Joden in Nederland'. In andere wordt 'bewezen' dat Abraham August Konijn en Franz Karl Sinek geen Joden zijn.

## Roman
Alexandra Terlouw-van Hulst, dochter van Jan van Hulst en latere echtgenote van Jan Terlouw, schreef de roman man van Tsinegolde over haar jeugdherinneringen in de oorlog. In het boek komt De Froe voor als 'oom Arie'. Ten tijde van de Tweede Wereldoorlog hielp De Froe Jan van Hulst de medische dossiers van zijn vrouw en dochters te laten vervalsen, waardoor zij niet meer als Joods stonden geregistreerd. Beide heren zouden deze methode later veelvuldig herhalen voor andere Joodse personen.